# Skyler McKenzie
Skyler McKenzie, född 20 januari 1998, är en professionell ishockeyspelare som spelar för Västerviks IK i hockeyallsvenskan.